# Championnat de Hong Kong de football
Le championnat de Hong Kong de football (香港甲組足球聯賽 en chinois) a été créé en 1945. Il existait auparavant un championnat local mais la fédération de Hong Kong ne reconnait que les résultats postérieurs à 1945.
La ligue première compte 10 clubs, la seconde en compte 12. Suivent une troisième ligue 'A' et une troisième ligue de district. Seule la première ligue est constituée de clubs professionnels.
Le championnat suit la logique classique de matchs allers-retours à domicile/en déplacement. et le nombre restreint de stades impose que certains de ces derniers soient partagés entre clubs, même en première ligue. Ainsi, pour la saison 2011-2012, les équipes de Sun Hei et de Citizen se partagent le stade de Mong Kok.
Chan Yuen-ting devient la première femme entraîneuse à remporter le Hong Kong Premier League (香港超級聯賽) , lors de l'édition de 2015-2016 avec le club de Eastern AA.

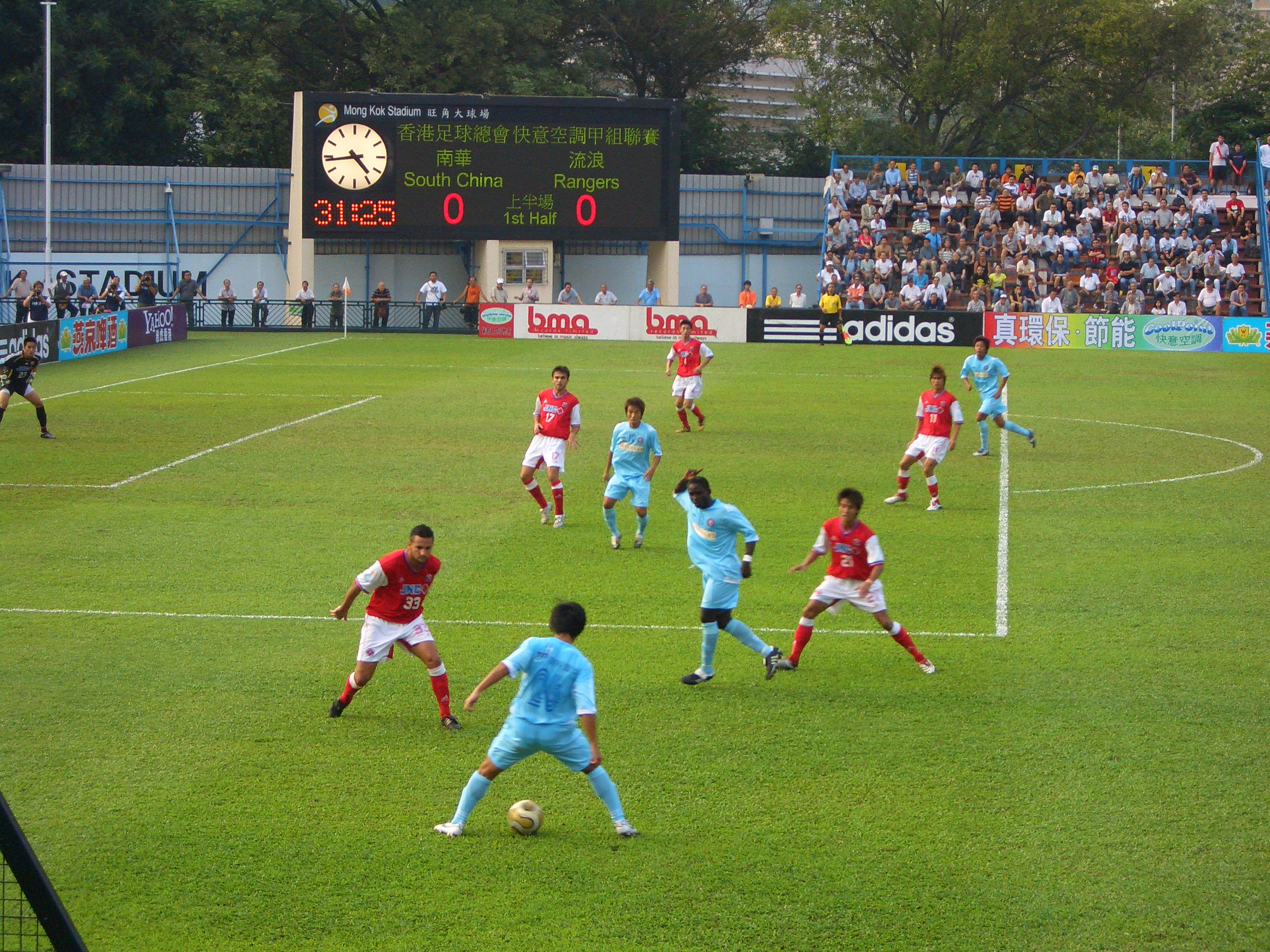
Match entre les Hong Kong Rangers et South China

## Palmarès

### Avant la Seconde Guerre mondiale
- 1908–1909 Buffs
- 1909–1910 Royal Garrison Artillery
- 1910–1911 Buffs
- 1911–1912 King's Own Rifiles
- 1912–1913 Royal Garrison Artillery
- 1913–1914 Duke of Cornwall's Light Infantry
- 1914–1915 Royal Garrison Artillery
- 1915–1916 Royal Garrison Artillery
- 1916–1917 Royal Engineers
- 1917–1918 Royal Garrison Artillery
- 1918–1919 Royal Navy
- 1919–1920 Hong Kong FC
- 1920–1921 Wiltshire Regiment
- 1921–1922 HMS Curiew
- 1922–1923 King's Own Rifiles
- 1923–1924 South China AA
- 1924–1925 East Surrey Regiment
- 1925–1926 Kowloon FC
- 1926–1927 Recreio
- 1927–1928 Chinese AA
- 1928–1929 Chinese AA
- 1929–1930 Chinese AA
- 1930–1931 South China AA
- 1931–1932 South Welsh Borderers
- 1932–1933 South China AA
- 1933–1934 South Welsh Borderers
- 1934–1935 South China AA
- 1935–1936 South China AA
- 1936–1937 Ulster Guards
- 1937–1938 South China AA
- 1938–1939 South China AA
- 1939–1940 South China AA
- 1940–1941 South China AA

### Après la Seconde Guerre mondiale
- 1945-1946 : Royal Air Force
- 1946-1947 : Sing Tao SC
- 1947-1948 : Kitchee SC
- 1948-1949 : South China AA
- 1949-1950 : Kitchee SC (2)
- 1950-1951 : South China AA (2)
- 1951-1952 : South China AA (3)
- 1952-1953 : South China AA (4)
- 1953-1954 : Kowloon Motor Bus FC
- 1954-1955 : South China AA (5)
- 1955-1956 : Eastern AA
- 1956-1957 : South China AA (6)
- 1957-1958 : South China AA (7)
- 1958-1959 : South China AA (8)
- 1959-1960 : South China AA (9)
- 1960-1961 : South China AA (10)
- 1961-1962 : South China AA (11)
- 1962-1963 : Yuen Long SA
- 1963-1964 : Kitchee SC (3)
- 1964-1965 : Happy Valley AA
- 1965-1966 : South China AA (12)
- 1966-1967 : Kowloon Motor Bus FC
- 1967-1968 : South China AA (13)
- 1968-1969 : South China AA (14)
- 1969-1970 : Jardines SA
- 1970-1971 : Hong Kong Rangers
- 1971-1972 : South China AA (15)
- 1972-1973 : Seiko SA
- 1973-1974 : South China AA (16)
- 1974-1975 : Seiko SA (2)
- 1975-1976 : South China AA (17)
- 1976-1977 : South China AA (18)
- 1977-1978 : South China AA (19)
- 1978-1979 : Seiko SA (3)
- 1979-1980 : Seiko SA (4)
- 1980-1981 : Seiko SA (5)
- 1981-1982 : Seiko SA (6)
- 1982-1983 : Seiko SA (7)
- 1983-1984 : Seiko SA (8)
- 1984-1985 : Seiko SA (9)
- 1985-1986 : South China AA (20)
- 1986-1987 : South China AA (21)
- 1987-1988 : South China AA (22)
- 1988-1989 : Happy Valley AA (2)
- 1989-1990 : South China AA (23)
- 1990-1991 : South China AA (24)
- 1991-1992 : South China AA (25)
- 1992-1993 : Eastern AA (2)
- 1993-1994 : Eastern AA (3)
- 1994-1995 : Eastern AA (4)
- 1995-1996 : Instant-Dict FC
- 1996-1997 : South China AA (26)
- 1997-1998 : Instant-Dict FC (2)
- 1998-1999 : Happy Valley AA (3)
- 1999-2000 : South China AA (27)
- 2000-2001 : Happy Valley AA (4)
- 2001-2002 : Sun Hei
- 2002-2003 : Happy Valley AA (5)
- 2003-2004 : Sun Hei (2)
- 2004-2005 : Sun Hei (3)
- 2005-2006 : Happy Valley AA (6)
- 2006-2007 : South China AA (28)
- 2007-2008 : South China AA (29)
- 2008-2009 : South China AA (30)
- 2009-2010 : South China AA (31)
- 2010-2011 : Kitchee SC (4)
- 2011-2012 : Kitchee SC (5)
- 2012-2013 : South China AA (32)
- 2013-2014 : Kitchee SC (6)
- 2014-2015 : Kitchee SC (7)
- 2015-2016 : Eastern AA (5)
- 2016-2017 : Kitchee SC (8)
- 2017-2018 : Kitchee SC (9)
- 2018-2019 : Wofoo Tai Po (1)
- 2019-2020 : Kitchee SC (10)
- 2020-2021 : Kitchee SC (11)
- 2021-2022 : aucun
- 2022-2023 : Kitchee SC (12)
- 2023-2024 : Lee Man FC (1)
- 2024-2025 : Tai Po FC (2)